# RuPaul's Drag Race Global All Stars (prima edizione)
La prima edizione di RuPaul's Drag Race Global All Stars è andata in onda sulla piattaforma streaming Paramount+ dal 16 agosto al 25 ottobre 2024. In Italia il programma viene trasmesso sul canale televisivo MTV, nonché in streaming su Paramount+, dal 20 settembre al 6 dicembre 2024.
Il 15 luglio 2024 sono state annunciate le dodici concorrenti, provenienti da diverse versioni internazionali del programma, in competizione per ottenere il titolo di Queen of the World ed entrare nell'International Pavillion della Drag Race Hall of Fame.
Alyssa Edwards, vincitrice dell'edizione, ha guadagnato come premio 200000 $, una fornitura di cosmetici della Anastasia Beverly Hills Cosmetics e una corona di Fierce Drag Jewels.

## Concorrenti
Le dodici concorrenti che prendono parte al reality show sono:
| Concorrente       | Vero nome            | Età | Città                    | Edizione originale      | Posizionamento edizione originale | Posizionamento |
| ----------------- | -------------------- | --- | ------------------------ | ----------------------- | --------------------------------- | -------------- |
| Alyssa Edwards    | Justin Johnson       | 43  | Dallas – Stati Uniti     | 5ª edizione USA         | 6º posto                          | Vincitrice     |
| Alyssa Edwards    | Justin Johnson       | 43  | Dallas – Stati Uniti     | 2ª edizione All Stars   | 5º posto                          | Vincitrice     |
| Kitty Scott-Claus | Louis Westwood       | 31  | Birmingham – Regno Unito | 3ª edizione UK          | Finalista                         | Finaliste      |
| Kween Kong        | Thomas Charles Fonua | 31  | Adelaide – Australia     | 2ª edizione Down Under  | Finalista                         | Finaliste      |
| Nehellenia        | Emanuele Aruta       | 33  | Roma – Italia            | 2ª edizione Italia      | Finalista/Miss Simpatia           | Finaliste      |
| Tessa Testicle    | Lorenzo Raoul Cicirò | 25  | Basilea – Svizzera       | 1ª edizione Germany     | 8º posto                          | 5º posto       |
| Vanity Vain       | Linus Mauritz        | 31  | Linköping – Svezia       | 1ª edizione Sverige     | 3º posto                          | 6º posto       |
| Pythia            | Chrīstos Darlasīs    | 28  | Montréal – Canada        | 2ª edizione Canada      | Finalista                         | 7º posto       |
| Gala Varo         | Josué Armez          | 34  | Morelia – Messico        | 1ª edizione México      | Finalista                         | 8º posto       |
| Soa de Muse       | Cedric Moustin       | 34  | Saint-Denis – Francia    | 1ª edizione France      | Finalista                         | 9º posto       |
| Eva Le Queen      | Jan Lamban           | 35  | Marikina – Filippine     | 1ª edizione Philippines | 3º/4º posto                       | 10º posto      |
| Miranda Lebrão    | Cristiano            | 33  | Rio de Janeiro – Brasile | 1ª edizione Brasil      | Finalista                         | 11º posto      |
| Athena Likis      | Arnaud Tsiakas       | 27  | Bruxelles – Belgio       | 1ª edizione Belgique    | 2º posto                          | 12º posto      |

## Tabella eliminazioni
| Ordine | Episodi | Episodi    | Episodi    | Episodi    | Episodi    | Episodi    | Episodi    | Episodi    | Episodi    | Episodi    | Episodi | Episodi           |
| Ordine | 1       | 2          | 3          | 4          | 5          | 6          | 7          | 8          | 9          | 10         | 11      | 12                |
| ------ | ------- | ---------- | ---------- | ---------- | ---------- | ---------- | ---------- | ---------- | ---------- | ---------- | ------- | ----------------- |
| 1      | Alyssa  | Vanity     | Pythia     | Kitty      | Kween      | Tessa      | Kitty      | Kitty      | Nehellenia | Alyssa     | Soa     | Alyssa Edwards    |
| 2      | Kween   | Eva        | Alyssa     | Kween      | Alyssa     | Pythia     | Pythia     | Kween      | Kween      | Nehellenia | Gala    | Kitty Scott-Claus |
| 3      | Athena  | Gala       | Tessa      | Nehellenia | Kitty      | Kween      | Nehellenia | Alyssa     | Alyssa     | Kitty      | Athena  | Kween Kong        |
| 4      | Kitty   | Nehellenia | Eva        | Gala       | Tessa      | Alyssa     | Kween      | Nehellenia | Tessa      | Kween      | Eva     | Nehellenia        |
| 5      | Miranda | Pythia     | Kween      | Eva        | Vanity     | Kitty      | Alyssa     | Tessa      | Kitty      | Tessa      | Miranda |                   |
| 6      | Soa     | Tessa      | Kitty      | Tessa      | Pythia     | Nehellenia | Tessa      | Vanity     | Vanity     |            | Pythia  |                   |
| 7      |         |            | Nehellenia | Alyssa     | Nehellenia | Vanity     | Vanity     | Pythia     |            |            | Tessa   |                   |
| 8      |         |            | Vanity     | Soa        | Soa        | Gala       | Gala       |            |            |            | Vanity  |                   |
| 9      |         |            | Gala       | Pythia     | Gala       | Soa        |            |            |            |            |         |                   |
| 10     |         |            | Miranda    | Vanity     | Eva        |            |            |            |            |            |         |                   |
| 11     |         |            | Soa        | Miranda    |            |            |            |            |            |            |         |                   |
| 12     |         |            | Athena     |            |            |            |            |            |            |            |         |                   |

Legenda
     La concorrente ha vinto la gara
     La concorrente è arrivata in finale, ma non ha vinto la gara
     La concorrente è arrivata in finale, ma è stata eliminata
     La concorrente ha vinto la puntata
     La concorrente figura tra le prime, si è esibita in playback ma ha perso
     La concorrente figura tra le prime ma non ha vinto la puntata
     La concorrente è salva e accede alla puntata successiva (in ordine casuale)
     La concorrente figura tra le ultime ma non è a rischio eliminazione
     La concorrente figura tra le ultime ed è a rischio eliminazione
     La concorrente è stata eliminata
     La concorrente ha partecipato, e vinto, il torneo dei playback
     La concorrente ha partecipato al torneo dei playback, ma ha perso

## Giudici
- RuPaul
- Michelle Visage
- Jamal Sims

### Giudici ospiti
- Adriana Lima
- Ariadna Gutiérrez
- Carson Kressley
- Danna
- Dianne Brill
- Graham Norton
- Jasmine Tookes
- Javier Ambrossi
- Javier Calvo
- Matt Rogers
- Ross Mathews
- TS Madison

## Special guest
- Norvina
- Raven

## Riassunto episodi

### Episodio 1 –Global Talent Extravaganza
Il primo episodio si apre con la cerimonia di apertura della competizione, che vede le dodici concorrenti provenienti da vari franchise internazionali di Drag Race sfilare sulla passerella davanti ai giudici con degli outfit a tema International Runway Extravaganza. RuPaul annuncia loro che l'apertura dell'edizione sarà divisa in due talent show diversi, e che nessuna concorrente sarà eliminata per le prime due puntate.
- La sfida principale: le prime sei concorrenti prendono parte al Global Talent Extravaganza, una gara di talenti, esibendosi davanti ai giudici. Le concorrenti decidono di esibirsi nelle seguenti categorie:

| Concorrente       | Talento dell'esibizione |
| ----------------- | ----------------------- |
| Kween Kong        | Canto e ballo           |
| Miranda Lebrão    | Trapezio                |
| Kitty Scott-Claus | Canto                   |
| Athena Likis      | Burlesque               |
| Soa De Muse       | Canto                   |
| Alyssa Edwards    | Lip-sync e ballo        |

Giudice ospite della puntata è Adriana Lima. Il tema della sfilata è Garden of Eden, dove le concorrenti devono sfoggiare un abito ispirato al Paradiso Terrestre. Dopo la sfilata e le critiche dei giudici, RuPaul nomina Kween Kong e Alyssa Edwards le migliori della sfida, annunciando che le due si sfideranno in un playback della vittoria per decretare la migliore della puntata.
- Il playback della vittoria: Kween Kong e Alyssa Edwards vengono chiamate a esibirsi con la canzone Only Girl (in the World) di Rihanna. Dopo un'esibizione fantastica da parte di entrambe, RuPaul annuncia che sia Kween sia Alyssa vengono dichiarate vincitrici del playback e vengono proclamate entrambe migliori della puntata.

### Episodio 2 –Global Talent Extravaganza: Part 2
Il secondo episodio si apre con le concorrenti che rientrano nell'atelier dopo il playback della vittoria, che si congratulano con Alyssa e Kween per la loro vittoria che, a detta di molte, ha innalzato le aspettative verso le restanti concorrenti che devono esibirsi nel prossimo talent show.
- La mini sfida: le concorrenti devono realizzare un quick-drag, per poi successivamente prendere parte ad una sessione fotografica per creare la copertina del Quick Drag Magazine. La vincitrice della mini sfida è Nehellenia.
- La sfida principale: come già avvenuto durante la puntata precedente, le restanti sei concorrenti prendono parte al Global Talent Extravaganza, una gara di talenti, esibendosi davanti ai giudici. Le concorrenti decidono di esibirsi nelle seguenti categorie:

| Concorrente    | Talento dell'esibizione |
| -------------- | ----------------------- |
| Pythia         | Monologo comico         |
| Nehellenia     | Canto e ballo           |
| Tessa Testicle | Canto e ballo           |
| Eva Le Queen   | Lip-sync comico         |
| Gala Varo      | Pole dance              |
| Vanity Vain    | Canto                   |

Giudice ospite della puntata è Danna. Il tema della sfilata è Money Makes The World Go Round, dove le concorrenti devono sfoggiare un abito ispirato alla valuta monetaria del proprio Paese. Dopo la sfilata e le critiche dei giudici, RuPaul nomina Eva Le Queen e Vanity Vain le migliori della sfida, annunciando che le due si sfideranno in un playback della vittoria per decretare la migliore della puntata.
- Il playback della vittoria: Eva Le Queen e Vanity Vain vengono chiamate a esibirsi con la canzone Paranoia di Danna e Steve Aoki. Vanity Vain viene dichiarata vincitrice del playback e, inoltre, viene proclamata anche la migliore della puntata.

### Episodio 3 –International Queen of Mystery Ball
Il terzo episodio si apre con le concorrenti che rientrano nell'atelier dopo il secondo playback della vittoria, congratulandosi con Vanity per la vittoria, anche se Gala ha criticato la sua performance, affermando che Eva aveva fatto una performance migliore. La mattina seguente RuPaul fa il suo ingresso nell'atelier annunciando che, a partire da questo momento, una concorrente sarà eliminata dalla competizione.
- La sfida principale: le concorrenti prendono parte all'International Queen of Mystery Ball, dove presenteranno tre look differenti, con il terzo che dovrà essere cucito e assemblato a mano. Le categorie sono:
  - Boss Lady in Charge: un look da donna al comando;
  - She-vil Villain: un look da femme fatale;
  - International Queen of Mystery: un look da agente segreto realizzato in giornata utilizzando esclusivamente i materiali e le stoffe presenti nell'atelier.

Giudice ospite della puntata è Matt Rogers. RuPaul dichiara Eva, Kween, Kitty, Nehellenia, Vanity e Gala salve, lasciando le altre sul palco per le critiche. Athena Likis e Soa de Muse sono le peggiori, mentre Pythia è la migliore della puntata.
- L'eliminazione: Athena Likis e Soa De Muse vengono chiamate a esibirsi con la canzone Bad Idea Right? di Olivia Rodrigo. Soa de Muse si salva, mentre Athena viene eliminata dalla competizione.

### Episodio 4 –Everybody Say Love Girl Groups
Il quarto episodio si apre con le concorrenti che rientrano nell'atelier dopo l'eliminazione di Athena, congratulandosi con Pythia per la vittoria e con Soa per essere sopravvissuta al playback. Intanto Tessa è scossa dalle critiche ricevute dalle altre concorrenti, che ritenevano meritasse di essere tra le peggiori, nonostante il responso positivo ricevuto dai giudici per i suoi outfit.
- La mini sfida: le concorrenti prendono parte ad un quiz, dove devono indovinare il numero esatto di abitanti del loro Paese di origine. Le vincitrici della mini sfida sono Kween Kong, Miranda Lebrão e Vanity Vain.
- La sfida principale: le concorrenti, divise in tre gruppi, devono scrivere, produrre e coreografare un numero da girl group. Avendo vinto la mini sfida, Kween, Miranda e Vanity saranno i capitani e potranno scegliere i membri del proprio gruppo. Kween sceglie per il suo Pythia e Soa; Miranda sceglie Alyssa, Eva e Tessa, mentre Vanity sceglie Gala, Kitty e Nehellenia. Una volta scritto il pezzo, i tre gruppi raggiungono il palco principale per organizzare le rispettive coreografie.

| Concorrenti       | Nome girl group | Brano della performance  |
| ----------------- | --------------- | ------------------------ |
| Kween Kong        | D'Vybe          | "Say Love " (Latinx Mix) |
| Pythia            | D'Vybe          | "Say Love " (Latinx Mix) |
| Soa De Muse       | D'Vybe          | "Say Love " (Latinx Mix) |
| Alyssa Edwards    | Fresh M.E.A.T.  | "Say Love" (K-Pop Mix)   |
| Eva Le Queen      | Fresh M.E.A.T.  | "Say Love" (K-Pop Mix)   |
| Miranda Lebrão    | Fresh M.E.A.T.  | "Say Love" (K-Pop Mix)   |
| Tessa Testicle    | Fresh M.E.A.T.  | "Say Love" (K-Pop Mix)   |
| Gala Varo         | Backdoor Gals   | "Say Love" (Europop Mix) |
| Kitty Scott-Claus | Backdoor Gals   | "Say Love" (Europop Mix) |
| Nehellenia        | Backdoor Gals   | "Say Love" (Europop Mix) |
| Vanity Vain       | Backdoor Gals   | "Say Love" (Europop Mix) |

Giudice ospite della puntata è Ross Mathews, giudice fisso di RuPaul's Drag Race e All Stars. Il tema della sfilata è Color My World, dove le concorrenti devono presentare più abiti sulle passerella attraverso la tecnica del trasformismo. RuPaul dichiara Gala, Eva, Tessa, Alyssa e Soa salve, lasciando le altre sul palco per le critiche. Miranda Lebrão e Vanity Vain sono le peggiori, mentre Kitty Scott-Claus è la migliore della puntata.
- L'eliminazione: Miranda Lebrão e Vanity Vain vengono chiamate a esibirsi con la canzone Spice Up Your Life delle Spice Girls. Vanity Vain si salva, mentre Miranda Lebrão viene eliminata dalla competizione.

### Episodio 5 –Boobie: The Shequels
Il quinto episodio si apre con le concorrenti che rientrano nell'atelier dopo l'eliminazione di Miranda, con Vanity che afferma che Alyssa avrebbe dovuto esibirsi in playback al posto suo dato che il suo gruppo aveva la coreografia peggiore. Il giorno dopo c'è tensione nell'atelier fra Nehellenia e Kween, dopo che la prima aveva affermato durante il precedente Untucked di sentirsi costantemente screditata dalle altre. 
- La mini sfida: le concorrenti devono "leggersi" a vicenda, ovvero dirsi qualcosa di cattivo l'un l'altra in modo scherzoso. La vincitrice è Kitty Scott-Claus.
- La sfida principale: le concorrenti, divise in tre gruppi, devono recitare in diversi trailer del film Boobie, parodia di Barbie. Per determinare le squadre, le concorrenti devono pescare a sorte una bambola. Il primo gruppo è composta da Tessa, Vanity, Gala ed Eva, , il secondo team è formato da Pythia, Nehellenia e Soa ed, infine, l'ultimo team comprende Kitty, Kween ed Alyssa. Dopo aver letto il copione, le concorrenti raggiungono Michelle Visage e Jamal Sims, che aiuteranno a produrre le parodie nel ruolo di registi.

| Pellicola                | Concorrente       | Personaggio interpretato |
| ------------------------ | ----------------- | ------------------------ |
| Frankenboobie            | Eva Le Queen      | Pitchfork Boobie         |
| Frankenboobie            | Gala Varo         | Weird Boobie             |
| Frankenboobie            | Tessa Testicle    | Dr. Frankenboobie        |
| Frankenboobie            | Vanity Vain       | Monster Boobie           |
| Boobies of the Caribbean | Pythia            | Glitterbeard Boobie      |
| Boobies of the Caribbean | Nehellenia        | Damsel Boobie            |
| Boobies of the Caribbean | Soa de Muse       | Pirate Boobie            |
| Jurassic Boobie          | Alyssa Edwards    | Professor Boobie         |
| Jurassic Boobie          | Kitty Scott-Claus | Paleontologist Boobie    |
| Jurassic Boobie          | Kween Kong        | Jurassic Mega Boobie     |

Giudice ospite della puntata è Carson Kressley, giudice fisso di RuPaul's Drag Race e All Stars. Il tema per la sfilata è Browntown, dove le concorrenti devono sfoggiare un abito completamente marrone. RuPaul dichiara il team composto da Alyssa Edwards, Kitty Scott-Claus e Kween Kong il migliore della sfida, con Kween Kong che viene dichiarata la migliore della puntata, mentre le altre concorrenti sono a rischio eliminazione. Durante i giudizi viene chiesto alle concorrenti, chi secondo loro merita di essere eliminata. Gala Varo e Eva Le Quen vengono dichiarate le peggiori della puntata.
- L'eliminazione: Gala Varo ed Eva Le Queen vengono chiamate a esibirsi con la canzone Take on Me degli A-ha. Gala Varo si salva, mentre Eva Le Queen viene eliminata dalla competizione.

### Episodio 6 –It's 5 O'Clock Somewhere
Il sesto episodio si apre con le concorrenti che rientrano nell'atelier dopo l'eliminazione di Eva, tristi nel vedere una loro cara amica lasciare la competizione. Gala si dichiara determinata a mostrare il suo talento ai giudici, e di evitare di finire nuovamente tra le peggiori.
- La mini sfida: le concorrenti devono truccarsi mentre sono sedute su dei sedili che simulano il movimento di un aereo in turbolenza. La vincitrice della mini-sfida è Tessa Testicle.
- La sfida principale: prima di annunciare la sfida, RuPaul chiede alle concorrenti di dividersi in coppie; dopodiché annuncia che le concorrenti devono realizzare in giornata un cocktail dress, utilizzando esclusivamente scambiando però i propri tessuti con quelli di un'altra concorrente. Le coppie sono Gala e Kween Kong, Alyssa e Tessa, Soa e Vanity ed, infine, Pythia e Kitty. L'esclusa dalla scelta è stata Nehellenia, che ha avuto l'opportunità di scegliere con quale gruppo unirsi, scegliendo quella formata da Pythia e Kitty. Durante i preparativi, Nehellenia ha difficoltà a realizzare un abito con le stoffe scelte da Kitty, mentre Tessa e Vanity, su suggerimento di RuPaul, decidono di cambiare approccio e creare dei look completamente diversi da quelli che hanno presentato in precedenza.

Giudice ospite della puntata è Jasmine Tookes. Il tema della sfilata è It's 5 O'Clock Somewhere, dove le concorrenti devono presentare l'outfit appena creato. RuPaul dichiara Alyssa, Kitty e Nehellenia salve, lasciando le altre sul palco per le critiche dei giudici. Soa De Muse e Gala Varo sono le peggiori, mentre Tessa Testicle è la migliore della puntata.
- L'eliminazione: Soa De Muse e Gala Varo vengono chiamate a esibirsi con la canzone Bang Bang di Ariana Grande, Jessie J e Nicki Minaj. Gala Varo si salva, mentre Soa de Muse viene eliminata dalla competizione.

### Episodio 7 –Snatch Game of Love
Il settimo episodio si apre con le concorrenti che rientrano nell'atelier dopo l'eliminazione di Soa, che si congratulano con Tessa, estasiata per la sua prima vittoria. Intanto Vanity è abbattuta dalle critiche ricevute nella sfida, ma si dice grata di avere un'altra opportunità, mentre Gala è sempre più sconsolata per il suo percorso in costante discesa.
- La mini sfida: le concorrenti devono fotografarsi in quick-drag, per poi presentare una descrizione del loro personaggio per l'app per incontri Archer, parodia delle applicazioni per incontri come Tinder e Grindr. La vincitrice della mini sfida è Gala Varo.
- La sfida principale: le concorrenti prendono parte alla sfida più attesa in ogni edizione, lo Snatch Game of Love, basato sul gioco americano The Dating Game, noto in Italia come Il gioco delle coppie. Le partecipanti devono scegliere una celebrità da impersonare, cercando di sedurre un corteggiatore attraverso le domande che vengono loro fatte. RuPaul ritorna nell'atelier per vedere quali personaggi sono stati scelti e dare dei consigli. Pythia, che originariamente pensava di impersonare Arnold Schwarzenegger, scopre che le è concesso scegliere anche personaggi mitologici, cambiando così la propria decisione per avvicinarsi di più alle proprie origini greche. Le celebrità scelte dalle concorrenti sono state:

| Corteggiatore   | Concorrenti       | Celebrità impersonata |
| --------------- | ----------------- | --------------------- |
| Javier Calvo    | Gala Varo         | Laura Léon            |
| Javier Calvo    | Kween Kong        | King Schlong          |
| Javier Calvo    | Kitty-Scott Claus | Diana Spencer         |
| Javier Calvo    | Nehellenia        | Valentino             |
| Javier Ambrossi | Alyssa Edwards    | Annie Oakley          |
| Javier Ambrossi | Pythia            | Zeus                  |
| Javier Ambrossi | Tessa Testicle    | Susanne Bartsch       |
| Javier Ambrossi | Vanity Vain       | Loreen                |

Giudici ospiti della puntata sono Javier Calvo e Javier Ambrossi, giudici fissi di Drag Race España ed España All Stars. Il tema della sfilata è Eat Me!, dove le concorrenti devono sfoggiare un abito ispirato da pietanza tipica del proprio Paese. RuPaul dichiara Kween ed Alyssa salve, mentre le altre rimangono sul palco per le critiche. Gala Varo e Vanity Vain sono le peggiori, mentre Kitty Scott-Claus è la migliore della puntata.
- L'eliminazione: Gala Varo e Vanity Vain vengono chiamate a esibirsi con la canzone Mah-nà mah-nà dei Muppets. Vanity Vain si salva mentre, Gala Varo viene eliminata dalla competizione.

### Episodio 8 –Mmm... A Rich International Roast
L'ottavo episodio si apre con le concorrenti che rientrano nell'atelier dopo l'eliminazione di Gala, che si complimentano con Kitty, che sente di aver assicurato il proprio posto nella competizione avendo vinto lo Snatch Game, e con Vanity per la sua terza vittoria nel playback. Dopo essere scesa tra le peggiori dopo la sua precedente vittoria, Tessa è determinata a tornare tra le migliori.
- La sfida principale: le concorrenti partecipano al Rich International Roast, dove devono prendere in giro in maniera scherzosa i giudici e le concorrenti avversarie. Avendo vinto la puntata precedente, Kitty ecide l'ordine d'esibizione che è: Kitty, Vanity, Pythia, Alyssa, Nehellenia, Tessa e Kween. Tutte le concorrenti, eccetto Kitty e Kween, affrontano la sfida con preoccupazione: Pythia e Nehellenia sono tese non essendo ferrate nella stand-up comedy, mentre Vanity decide di attingere al suo talento canoro per la sfida. Alyssa deve invece redimersi dalla performance scadente mostrata nella sua edizione originale. Le regine intuiscono che l'ordine deciso da Kitty mira a penalizzare quelle tra loro che sono considerate gli anelli più deboli. Una volta scritte le battute, ogni concorrente raggiunge il palco principale dove ricevono consigli da Graham Norton.

Giudice ospite della puntata è Graham Norton, giudice fisso di RuPaul's Drag Race UK e UK vs the World. Il tema della sfilata è Blow Me Away, dove le concorrenti devono sfoggiare un abito in tessuto velato che può volare con l'ausilio di una macchina del vento. Dopo la sfilata e le critiche dei giudici, RuPaul dichiara Vanity Vain e Pythia le peggiori, mentre Kitty Scott-Claus e Kween Kong sono le migliori della puntata.
- L'eliminazione: Vanity Vain e Pythia vengono chiamate a esibirsi con la canzone I Drove All Night di Céline Dion. Vanity Vain si salva, mentre Pythia viene eliminata dalla competizione.